# Coppa Italia 2004-2005 (pallavolo femminile)
La Coppa Italia di pallavolo femminile 2004-2005 è stata la 27ª edizione della coppa nazionale d'Italia e si è svolta dal 26 settembre 2004 al 6 febbraio 2005. Alla competizione hanno partecipato 12 squadre e la vittoria finale è andata per la quarta volta alla Pallavolo Sirio Perugia.

## Squadre partecipanti
| - Chieri - Bergamo - Forlì - Giannino Pieralisi - Modena - Asystel | - Sirio Perugia - Robursport Pesaro - Reggio Emilia - Santeramo - Airone - Vicenza |

## Torneo

### Tabellone
|  | Semifinali    | Semifinali    | Semifinali    |               |         | Finale 1º/2º posto | Finale 1º/2º posto | Finale 1º/2º posto |  |
|  |               |               |               |               |         |                    |                    |                    |  |
|  | Chieri        | Chieri        | 1             |               |         |                    |                    |                    |  |
|  | Chieri        | Chieri        | 1             |               |         |                    |                    |                    |  |
|  | Bergamo       | Bergamo       | 3             |               |         |                    |                    |                    |  |
|  | Bergamo       | Bergamo       | 3             |               | Bergamo | Bergamo            | 2                  |                    |  |
|  |               |               |               |               | Bergamo | Bergamo            | 2                  |                    |  |
|  |               |               | Sirio Perugia | Sirio Perugia | 3       |                    |                    |                    |  |
|  | Asystel       | Asystel       | Sirio Perugia | Sirio Perugia | 3       | 0                  |                    |                    |  |
|  | Asystel       | Asystel       |               |               |         | 0                  |                    |                    |  |
|  | Sirio Perugia | Sirio Perugia | 3             |               |         | Finale 3º/4º posto | Finale 3º/4º posto | Finale 3º/4º posto |  |
|  | Sirio Perugia | Sirio Perugia | 3             |               |         |                    |                    |                    |  |
|  |               |               |               |               |         |                    |                    |                    |  |
|  |               |               |               |               |         | Chieri             | Chieri             | 3                  |  |
|  |               |               |               |               |         | Chieri             | Chieri             | 3                  |  |
|  |               |               |               |               |         | Asystel            | Asystel            | 2                  |  |

### Risultati

#### Girone A

##### Risultati
| 26 settembre 2004 - ore 18:00 PalaBigi, Reggio nell'Emilia      | Reggio Emilia     | 0 - 3 | Robursport Pesaro | 22-25, 13-25, 20-25               |
| 6 ottobre 2004 - ore 20:30 PalaEvangelisti, Perugia             | Sirio Perugia     | 3 - 1 | Reggio Emilia     | 25-21, 22-25, 25-19, 25-20        |
| 13 ottobre 2004 - ore 20:30 PalaDionigi, Sant'Angelo in Lizzola | Robursport Pesaro | 2 - 3 | Sirio Perugia     | 25-17, 22-25, 21-25, 25-21, 10-15 |
| 20 ottobre 2004 - ore 20:30 PalaDionigi, Sant'Angelo in Lizzola | Robursport Pesaro | 3 - 1 | Reggio Emilia     | 25-19, 23-25, 25-19, 25-22        |
| 27 ottobre 2004 - ore 20:30 PalaBigi, Reggio nell'Emilia        | Reggio Emilia     | 1 - 3 | Sirio Perugia     | 25-18, 23-25, 16-25, 12-25        |
| 3 novembre 2004 - ore 20:30 PalaEvangelisti, Perugia            | Sirio Perugia     | 0 - 3 | Robursport Pesaro | 14-25, 22-25, 17-25               |

##### Classifica
| Pos. | Squadra           | Pt | G | V | P | SV | SP | Ratio | PF  | PS  | Ratio |
| ---- | ----------------- | -- | - | - | - | -- | -- | ----- | --- | --- | ----- |
| 1.   | Robursport Pesaro | 10 | 4 | 3 | 1 | 11 | 4  | 2.750 | 351 | 296 | 1.185 |
| 2.   | Sirio Perugia     | 8  | 4 | 3 | 1 | 9  | 7  | 1.285 | 346 | 339 | 1.020 |
| 3.   | Reggio Emilia     | 0  | 4 | 0 | 4 | 3  | 12 | 0.250 | 301 | 363 | 0.829 |

#### Girone B

##### Risultati
| 26 settembre 2004 - ore 18:00 PalaCooper, Santeramo in Colle | Santeramo          | 0 - 3 | Forlì              | 17-25, 12-25, 21-25        |
| 6 ottobre 2004 - ore 20:30 PalaTriccoli, Jesi                | Giannino Pieralisi | 3 - 1 | Santeramo          | 26-24, 19-25, 25-19, 26-24 |
| 16 ottobre 2004 - ore 20:30 PalaGalassi, Forlì               | Forlì              | 0 - 3 | Giannino Pieralisi | 19-25, 19-25, 17-25        |
| 20 ottobre 2004 - ore 20:30 PalaGalassi, Forlì               | Forlì              | 3 - 0 | Santeramo          | 25-20, 25-21, 25-21        |
| 27 ottobre 2004 - ore 20:30 PalaCooper, Santeramo in Colle   | Santeramo          | 3 - 1 | Giannino Pieralisi | 26-24, 30-28, 17-25, 26-24 |
| 3 novembre 2004 - ore 20:30 PalaTriccoli, Jesi               | Giannino Pieralisi | 3 - 1 | Forlì              | 23-25, 25-15, 25-20, 25-21 |

##### Classifica
| Pos. | Squadra            | Pt | G | V | P | SV | SP | Ratio | PF  | PS  | Ratio |
| ---- | ------------------ | -- | - | - | - | -- | -- | ----- | --- | --- | ----- |
| 1.   | Giannino Pieralisi | 9  | 4 | 3 | 1 | 10 | 5  | 2.000 | 370 | 327 | 1.131 |
| 2.   | Forlì              | 6  | 4 | 2 | 2 | 7  | 6  | 1.166 | 286 | 284 | 1.007 |
| 3.   | Santeramo          | 3  | 4 | 1 | 3 | 4  | 10 | 0.400 | 302 | 347 | 0.870 |

#### Girone C

##### Risultati
| 26 settembre 2004 - ore 18:00 Palazzetto dello Sport, Nuoro     | Airone  | 0 - 3 | Vicenza | 20-25, 22-25, 13-25               |
| 6 ottobre 2004 - ore 20:30 PalaPanini, Modena                   | Modena  | 3 - 1 | Airone  | 25-18, 24-26, 25-17, 25-18        |
| 16 ottobre 2004 - ore 20:30 Palasport Città di Vicenza, Vicenza | Vicenza | 3 - 1 | Modena  | 25-23, 19-25, 25-10, 25-16        |
| 20 ottobre 2004 - ore 20:30 Palasport Città di Vicenza, Vicenza | Vicenza | 3 - 2 | Airone  | 27-25, 26-28, 25-22, 19-25, 16-14 |
| 27 ottobre 2004 - ore 20:30 Palazzetto dello Sport, Nuoro       | Airone  | 3 - 1 | Modena  | 25-20, 22-25, 25-23, 25-18        |
| 3 novembre 2004 - ore 20:30 PalaPanini, Modena                  | Modena  | 3 - 2 | Vicenza | 23-25, 25-23, 25-23, 17-23, 15-12 |

##### Classifica
| Pos. | Squadra | Pt | G | V | P | SV | SP | Ratio | PF  | PS  | Ratio |
| ---- | ------- | -- | - | - | - | -- | -- | ----- | --- | --- | ----- |
| 1.   | Vicenza | 9  | 4 | 3 | 1 | 11 | 6  | 1.833 | 390 | 348 | 1.120 |
| 2.   | Modena  | 5  | 4 | 2 | 2 | 8  | 9  | 0.888 | 364 | 378 | 0.962 |
| 3.   | Airone  | 4  | 4 | 1 | 3 | 6  | 10 | 0.600 | 345 | 373 | 0.924 |

#### Girone D

##### Risultati
| 20 ottobre 2004 - ore 20:30 PalaDalLago, Novara | Asystel | 3 - 1 | Chieri  | 26-24, 16-25, 25-21, 26-24        |
| 27 ottobre 2004 - ore 20:30 PalaFamilia, Chieri | Chieri  | 0 - 3 | Bergamo | 24-26, 23-25, 19-25               |
| 3 novembre 2004 - ore 20:30 PalaNorda, Bergamo  | Bergamo | 2 - 3 | Asystel | 25-20, 25-18, 18-25, 23-25, 11-15 |

##### Classifica
| Pos. | Squadra | Pt | G | V | P | SV | SP | Ratio | PF  | PS  | Ratio |
| ---- | ------- | -- | - | - | - | -- | -- | ----- | --- | --- | ----- |
| 1.   | Asystel | 5  | 2 | 2 | 0 | 6  | 3  | 2.000 | 196 | 196 | 1.000 |
| 2.   | Bergamo | 4  | 2 | 1 | 1 | 5  | 3  | 1.666 | 178 | 169 | 1.053 |
| 3.   | Chieri  | 0  | 2 | 0 | 2 | 1  | 6  | 0.166 | 160 | 169 | 0.816 |

#### Ottavi di finale

##### Andata
| 10 novembre 2004 - ore 20:30 PalaGalassi, Forlì       | Forlì         | 3 - 0 | Robursport Pesaro  | 25-19, 25-20, 25-23        |
| 10 novembre 2004 - ore 20:30 PalaPanini, Modena       | Modena        | 0 - 3 | Giannino Pieralisi | 26-28, 16-25, 15-25        |
| 10 novembre 2004 - ore 20:30 PalaEvangelisti, Perugia | Sirio Perugia | 1 - 3 | Vicenza            | 23-25, 21-25, 25-20, 14-25 |

##### Ritorno
| 17 novembre 2004 - ore 20:30 PalaDionigi, Sant'Angelo in Lizzola | Robursport Pesaro  | 3 - 1 | Forlì         | 25-23, 25-22, 19-25, 25-12                   |
| 17 novembre 2004 - ore 20:30 PalaTriccoli, Jesi                  | Giannino Pieralisi | 3 - 0 | Modena        | 25-21, 25-18, 25-21                          |
| 17 novembre 2004 - ore 20:30 Palasport Città di Vicenza, Vicenza | Vicenza            | 1 - 3 | Sirio Perugia | 25-19, 21-25, 22-25, 20-25 Golden set: 11-15 |

#### Quarti di finale

##### Andata
| 19 gennaio 2005 - ore 20:30 PalaGalassi, Forlì | Forlì              | 3 - 1 | Chieri        | 25-19, 25-20, 17-25, 25-23 |
| 19 gennaio 2005 - ore 20:30 PalaTriccoli, Jesi | Giannino Pieralisi | 1 - 3 | Sirio Perugia | 19-25, 25-16, 21-25, 22-25 |

##### Ritorno
| 25 gennaio 2005 - ore 20:30 PalaFamila, Chieri       | Chieri        | 3 - 0 | Forlì              | 25-16, 25-13, 25-21        |
| 25 gennaio 2005 - ore 20:30 PalaEvangelisti, Perugia | Sirio Perugia | 3 - 1 | Giannino Pieralisi | 22-25, 25-18, 26-24, 25-17 |

#### Semifinali
| 5 febbraio 2005 - ore 15:45 Geopalace, Olbia | Bergamo | 3 - 1 | Chieri        | 26-24, 16-25, 25-22, 30-28 |
| 5 febbraio 2005 - ore 18:30 Geopalace, Olbia | Asystel | 0 - 3 | Sirio Perugia | 17-25, 19-25, 18-25        |

#### Finale 3º posto
| 6 febbraio 2005 - ore 14:00 Geopalace, Olbia | Asystel | 2 - 3 | Chieri | 25-16, 25-18, 16-25, 18-25, 18-20 |

#### Finale
| 6 febbraio 2005 - ore 16:30 Geopalace, Olbia | Bergamo | 2 - 3 | Sirio Perugia | 25-21, 20-25, 25-16, 13-25, 11-15 |